# Société de natation de Strasbourg
El Société de natation de Strasbourg es un club acuático francés con sede en la ciudad de Estrasburgo.

## Historia
El club fue creado en 1901.
Tuvo su mejor época durante finales de la década de 1950 en el que ganó un total de 5 ligas nacionales.

## Palmarés
- 6 veces campeón del liga de Francia de waterpolo masculino (1958-1963)